# Otfried Preußler
Otfried Preußler rozený jako Otfried Syrowatka (20. října 1923 Liberec – 18. února 2013 Prien am Chiemsee, Německo) byl německý spisovatel, jenž proslul dětskou literaturou. Mezi jeho nejznámější díla patří knihy Die kleine Hexe (Malá čarodějnice), Der Räuber Hotzenplotz (Loupežník Hotzenplotz) a Krabat (Čarodějův učeň). Náplně svých knih a povídek čerpal hlavně z lidových vypravování a pověstí blízkého okolí po obou stranách hranice dělící Čechy a Slezsko.

## Život
Narodil se v Liberci. Jeho předkové pocházeli z Jizerských hor a z Krkonoš. Byli skláři, malozemědělci a řemeslníci. Jeho rodiče byli učiteli. Jako dítě trávil mnoho času v obsažné knihovně svého otce. Ten se věnoval vlastivědě a sbíral lidové povídky, kvůli čemuž putoval českou vlastí. Syn Otfried jej na cestách často doprovázel. Dalším inspiračním zdrojem ke spisovatelské činnosti byla babička Dora, která ho značnou měrou ovlivnila a usměrnila svým bohatým vypravováním. Otfried vyrůstal v době růstu nacismu v Německu, který se snažil mladým lidem vnutit, že pravé hodnoty najdou v oddílech Hitlerjugend. Jako dospívající člověk propagandě uvěřil, proto jeho prvním spisovatelským počinem, které napsal v pouhých sedmnácti letech, je příběh o partě chlapců v Sudetech. Příběh prolezlý nacistickou propagandou nazvaný Erntelager Geyer propojuje romantiku letního tábora s nacistickým Hitlerjugend. Po válce byl román zakázán a úplně se na něj zapomnělo.
V roce 1942 byl z gymnázia povolán do války a poslán na východní frontu, kde roku 1944 padl do sovětského válečného zajetí a pět let přežíval v zajateckých lágrech v Tatarstánu, odkud se do Německa vrátil v roce 1949. V bavorském městě Rosenheim našel svou rodinu, která byla mezitím vysídlena z Československa a také svou nevěstu Annelies Kind, s níž se v témže roce oženil. Narodily se jim tři dcery. Stal se učitelem prvního stupně. Kromě toho pracoval jako místní novinář a začínal psát povídky pro dětský rozhlas. Jako učitel pracoval až do roku 1970. Pak se věnoval již pouze spisovatelské činnosti.
Zemřel ve věku 89 let v bavorském Prien am Chiemsee 18. února 2013. Poslední rozloučení se zemřelým pro veřejnost se konalo 1. března v rosenheimském kostele sv. Mikuláše.[zdroj⁠?!]

## Dílo
Celkem napsal 32 knih, které byly přeloženy do 55 jazyků.
- 1951: Das kleine Spiel vom Wettermachen
- 1951: Das Spiel vom lieben langen Jahr
- 1951: Der fahrende Schüler im Paradies
- 1951: Kasperl hat ein gutes Herz
- 1951: Frau Nachbarin, Frau Nachbarin, wo will sie mit den Blumen hin?
- 1951: Der Perserschah
- 1951: Es geistert auf der Mitteralm
- 1951: Lieb Nachtigall, wach auf
- 1951: Lustig ist die Fasenacht
- 1951: Dass die Lieb’ nicht vergeht, dass die Treu sich bewährt. Ein Polterabendspielchen für Kinder
- 1951: Das fremde Bleichgesicht
- 1953: Das Spiel von den sieben Gesellen
- 1954: Ei guten Tag, Frau Base
- 1956: Der kleine Wassermann
- 1957: Die kleine Hexe
- 1958: Bei uns in Schilda
- 1958: Thomas Vogelschreck
- 1962: Kater Mikesch (Nacherzählung)
- 1962: Der Räuber Hotzenplotz
- 1966: Das kleine Gespenst
- 1968: Die Abenteuer des starken Wanja
- 1968: Das Geheimnis der orangenfarbenen Katze
- 1969: Neues vom Räuber Hotzenplotz
- 1969: Kater Schnurr mit den blauen Augen
- 1971: Krabat
- 1972: Die dumme Augustine
- 1973: Hotzenplotz 3
- 1975: Das Märchen vom Einhorn
- 1978: Die Flucht nach Ägypten. Königlich böhmischer Teil
- 1981: Hörbe mit dem großen Hut
- 1981: Pumphutt und die Bettelkinder
- 1983: Hörbe und sein Freund Zwottel
- 1984: Der goldene Brunnen. Ein Märchenspiel
- 1985: Kindertheaterstücke
- 1985: Der Engel mit der Pudelmütze. Sechs Weihnachtsgeschichten
- 1987: Herr Klingsor konnte ein bißchen zaubern
- 1988: Zwölfe hat’s geschlagen
- 1989: Dreikönigsgeschichten. Die Krone des Mohrenkönigs / Das Lied der Zikade
- 1989: Die Glocke von grünem Erz
- 1990: Jahrmarkt in Rummelsbach
- 1993: Mein Rübezahlbuch
- 1993: Das Eselchen und der kleine Engel
- 1993: Brot für Myra. Eine Geschichte vom heiligen Nikolaus
- 1995: Die Glocke von Weihenstetten
- 1995: Die Zenzi mit dem Wackelzahn ilustroval Rolf Rettich
- 1996: Vom Drachen, der zu den Indianern wollte
- 1997: Der Engel mit der Pudelmütze. Sechs Weihnachtsgeschichten
- 2000: Das große Balladenbuch (spolupracovali Heinrich Pleticha a Friedrich Hechelmann)
- 2001: Dreizehn Geschichten von Hexen und Zaubermeistern
- 2001: Dreizehn Geschichten von Schätzen und ihren Hütern
- 2001: Wasserschratz und Tatzenkatze
- 2001: Wo steckt Tella? ilustrovala Petra Probst
- 2002: Eins, zwei, drei im Bärenschritt
- 2002: Dreizehn Geschichten von armen Seelen und mancherlei Geisterspuk
- 2010: Ich bin ein Geschichtenerzähler
- 2011: Der kleine Wassermann – Frühling im Mühlenweiher
- 2013: Der kleine Wassermann – Sommerfest im Mühlenweiher
- 2014: Der kleine Wassermann – Herbst im Mühlenweiher

Působil také jako překladatel. V roce 1962 vyšla jeho interpretace Kocoura Mikeše Josefa Lady. Zpracoval i motivy ruských a ukrajinských pohádek, např. Die Abenteuer des starken Wanja (Dobrodružství silného Vani) anebo Der goldene Brunnen (Zlatá studánka). Povídka Krabat (v českém prostředí známá pod titulem Čarodějův učeň) se zakládá na pověsti Lužických Srbů. Celá řada jeho děl byla i zfilmována.

### Ocenění
- 1987 Cena Andrease Gryphia
- 2014 Pocta hejtmana Libereckého kraje (in memoriam)[3]

### Překlady do češtiny
Do češtiny byly zatím přeloženy následující knihy:
- Das Eselchen und der kleine Engel (Oslík a vánoční andělíček) – přeloženo Violou Somogyi, Praha: Portál 2021
- Der kleine Wassermann (Vodníček) – přeloženo Jelenou Košnarovou, Praha 1971
- Die kleine Hexe (Malá čarodějnice) – přeloženo Jitkou Bodlákovou, Praha 1993
- Das kleine Gespenst (Bubu a generál) – přeloženo Hanou Vrbovou, Praha 1972
- Krabat (Čarodějův učeň) – přeloženo Radovanem Charvátem, Praha 1996
- Die Flucht nach Ägypten (Útěk do Egypta přes Království české) – přeloženo Ladislavem Josefem Beranem, Praha 1996
- Der Engel mit der Pudelmütze (Anděl v Kulichu) – přeloženo Janem Kvapilem a Janou Kvapilovou, Ústí nad Labem 2009
- Moje knížka o Krakonošovi – přeloženo Ladislavem Josefem Beranem, Praha 1998
- Der Räuber Hotzenplotz (Loupežník Hocenploc / Kašpárkův příběh Otfrieda Preußlera) - přeloženo Petrou Honsovou, Praha 2013